# ديبليس (حلوى)
حلوى ديبليس أو ديبليز وتعني بالعربية الثنائيات والثلاثيات (بالإنجليزية: Diples or Thiples)‏ (اليونانية: Δίπλες) هي حلوى يونانية من البيلوبونيز ، مصنوعة من عجينة رقيقة تشبه الصفيحة. هم في الأساس نفس حلوى أجنحة الملاك

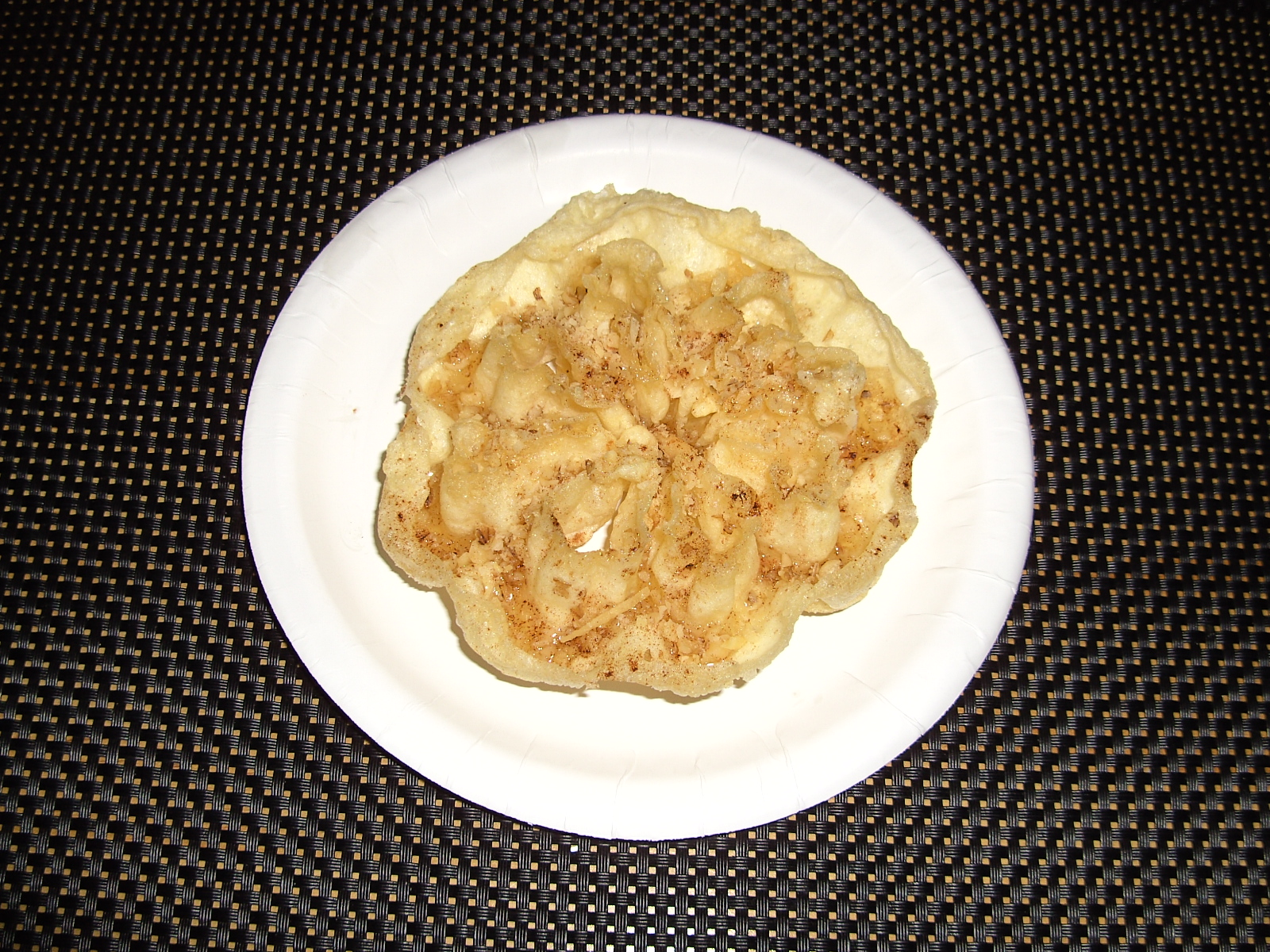
ديبليز (حلوى يونانية) مصنوعة من قالب حديد على شكل. يوضع القالب في خليط الغمس ، ثم يغمس في زيت الطهي الساخن حتى تسقط القطعات من القالب. يعلوه العسل والجوز المطحون والقرفة.

(بالإنجليزية: Angel wings)، باستثناء أنها مغموسة في شراب بدلاً من تقديمها جافة. تُلف العجينة إلى شرائح رفيعة وطويلة، تُقلى وتُطوى بالزيت الساخن ثم تُغمس في شراب السكر أو العسل. يمكن صنع الثنائيات «ديبليز» بأشكال مختلفة، وأكثرها شيوعًا هي ربطات العنق واللوالبز
تعتبرديبليز حلوى نموذجية في البيلوبونيز ويتم تقديمها أيضًا في حفلات الزفاف واحتفالات رأس السنة الجديدة. شكل آخر يستخدم قالبًا حديديًا مغموسًا في خليط الغمس ويطهى في زيت الطهي حتى تنفصل حلوى الديبليس عن القالب.
يعلوه الشراب والجوز المطحون والقرفة.